# Miłoszajcie
Miłoszajcie (lit. Milašaitis ežeras) – jezioro na Litwie, na Równinie Dzisny, położone w gminie Ignalino.